# Cañaveras (kommunhuvudort)
Cañaveras är en kommunhuvudort i Spanien.   Den ligger i provinsen Provincia de Cuenca och regionen Kastilien-La Mancha, i den centrala delen av landet, 110 km öster om huvudstaden Madrid. Cañaveras ligger 821 meter över havet och antalet invånare är 397.
Terrängen runt Cañaveras är kuperad västerut, men österut är den platt. Runt Cañaveras är det mycket glesbefolkat, med 5 invånare per kvadratkilometer. Närmaste större samhälle är Priego, 12,1 km nordost om Cañaveras. Trakten runt Cañaveras består till största delen av jordbruksmark.